# Биволъ
„Биволъ“ (или Bivol.bg) е български сайт за разследваща журналистика. Той е част от мрежата на Центърът за изследване на корупцията и организираната престъпност и официален партньор на УикиЛийкс. Създатели и основни автори в него са Асен Йорданов и Атанас Чобанов.
Европейската комисия се позовава на едно от разследванията на Биволъ, известно като „Яневагейт“, в доклада си за България от 2016 г. по Механизма за сътрудничество и проверка. Този механизъм измерва напредъка на страната в областта на корупцията и независимостта на съдебната система. През 2010 г. Асен Йорданов от Bivol.bg получава Лайпцигската медийна награда, която има за цел да „отличи журналисти, издатели, автори и институции от цял свят, които се посвещават на осигуряването и развитието на свободата на печата, демонстрирайки готовност за поемане на рискове, силна лична ангажираност, упоритост, смелост и демократична убеденост“. През 2013 г. Асен Йорданов е номиниран за награда от „Репортери без граници“. През 2019 г. журналистът от Биволъ – Димитър Стоянов получава наградата „Аксел Спрингер“ за разследваща журналистика.
През 2020 г. журналистите от Биволъ – Атанас Чобанов и Димитър Стоянов стартират проекта „BIRD“ (Бюро за разследващи репортажи и данни).

## Разследвания

### Яневагейт
През 2015 г. Биволъ започва да публикува изтекли записи на разговори между две съдии от Софийски градски съд – Румяна Ченалова и Владимира Янева с адвоката Момчил Мондешки: подслушванията са наречени „Яневагейт“. Твърди се, че разговорите показват търговия с влияние, нелегитимен натиск върху съдебната система от страна на министър-председателя Бойко Борисов, медийния магнат и политик Делян Пеевски и главния прокурор Сотир Цацаров, корупция и морална деградация на съдилищата, включително секс срещу кариерно издигане. Според Центърът за изследване на корупцията и организираната престъпност „подслушванията отново повдигат въпроси относно практиките на съдебната система, липсата на разделение на властите и съмнителното спазване на върховенството на закона“. Скандалът „Яневагейт“ достига до Европейската комисия, която попита български властите да извършат разследване. Председателят на Върховния касационен съд – Лозан Панов също публично призовава за независимо разследване, според него случаят „Яневагейт“ е петно за съдилищата. Българската прокуратура и Комисията по етика на Висшия съдебен съвет обаче отказват да разследват, като заявяват че записите са манипулирани. За сметка на това независима експертиза от чужда лаборатория, с която Биволъ се свързва, показва, че записите са автентични. Един от съдиите в разговора потвърждава, че записите също са автентични. Христо Иванов, министър на правосъдието по онова време, определя тези записи за „голям корупционен скандал“. Разследването е затруднено поради вертикалната структура на българската прокуратура, което означава, че главният прокурор трябва да разследва себе си.

### Джи Пи Гейт
През 2018 г. „Bivol.bg“ публикува свое разследване, известно като „Джи Пи Гейт“, което се провежда съвместно с „RISE Project“ Румъния. То разкрива сложна мрежа от консултанти, бизнесмени и държавни служители, за които доказателствата сочат, че са усвоили без публичен контрол проекти, финансирани от Европейския съюз. Докато работят по разследването си през септември 2018 г., журналистът от Биволъ – Димитър Стоянов и Атила Биро от „RISE Project“ Румъния са задържани от българските власти. Първоначално началникът на ГДБОП – Ивайло Спиридонов отрича да е имало арест. Впоследствие Районен съд Перник установява не само наличие на арест, но и незаконосъобразност на задържането. В отговор на ареста Организацията за сигурност и сътрудничество в Европа заявява, че е обезпокоена от „вербалното и физическото сплашване“ на журналистите от българските власти. Съветът на Европа също осъжда случая и проследява неговото развитие. „Репортери без граници“ публично осъждат арестите.

### Досиетата от Панама за България
През 2018 г. „Bivol.bg“ получава достъп до досиетата от Панама по споразумение с Международния консорциум на разследващите журналисти и впоследствие публикува материал за офшорната компания „Виафот“, която се опитва да придобие ключов актив на българската отбранителна индустрия, производителя на боеприпаси „Дунарит“. Досиетата от Панама свидетелстват, че „Виафот“ е собственост на Александър Ангелов, който е адвокат на медийния магнат Делян Пеевски. Преди това други български медии съобщават как мистериозно всички държавни институции помагат на „Виафот“ да придобие „Дунарит“ по нелегитимен начин. Прокуратурата обаче не започва проверка.

### Пиратство в български води
През 2018 г. Биволъ публикува разследване, в което се описва как либийският танкер „BADR“ е бил отвлечен в българските води на Черно море от съмнителни частни съдебни агенти с фалшиви документи. От Биволъ заявяват, че това е безпрецедентна пиратска атака в Черно море, която е съдействана от български институции.

### Случай с Бойко Атанасов
Биволъ осветява корупционните практики на българската прокуратура с интервю от следователя Бойко Атанасов. Атанасов е подложен на натиск, заради разкритието му за съществуването на специално секретно звено, пряко подчинено на главния прокурор Сотир Цацаров, премиера Бойко Борисов и скандалния бизнесмен, медиен магнат и депутат Делян Пеевски. Атанасов твърди, че звеното се занимава, като прикрива престъпления и доноси срещу хора, близки до властта, като същевременно използва сигнали и доноси за изнудване на неудобните. Атанасов разкрива, че членовете на специализираното звено не могат да водят дела по собствена преценка, като трябва да работят по заповеди и указания на Цацаров, и че в противен случай ги очаква намаляване на заплатите, дисциплинарни производства и натиск. Центърът за изследване на корупцията и организираната престъпност съобщава, че Атанасов води телевизионен екип пред Столичната следствена служба, за да покаже контейнерите за боклук, пълни с изпокъсани бизнес договори и документи от разпити, включително и за краха на КТБ, четвъртият по големина частен кредитор в България. Той настоява документите да бъдат унищожени веднага, след като дава първото си интервю пред Биволъ.
През 2019 г. Биволъ интервюира втори следовател – Радиана Абдулова, която потвърждава, че има специално звено в прокуратурата, което разобличава политици и атакува критици и опоненти на властта.

### Апартаментгейт
През 2019 г. „Bivol.bg“ допринесе за осветляването на съмнителните сделки на политическия и административен елит на България в така наречения скандал „Апартаментгейт“, който става известен и сред международни медии, като „Файненшъл Таймс“. „Bivol.bg“ съобщава за съмнителната сделка на зам.-председателя на КБАК – юристът Антон Славчев, който не декларира пълната цена на апартаментите си и остъклената си тераса от 244 м2. От Биволъ съобщават, че председателят на Комисията за борба с корупцията – Пламен Георгиев се е занимавал с документни измами. След обвиненията Георгиев излиза в отпуск, за да се проверят обстоятелствата по случая, което на практика означава, че ще бъде разследван от заместника си Славчев. През юли 2019 г. Георгиев подава оставка, но не последват последствия от недекларирането на имуществото му.
Радио „Свободна Европа“ съобщава, че приятелката на зам.-главния прокурор Иван Гешев – Детелина Ханчева, от която той има две дъщери, е в бизнес отношения с главния свидетел по дело, по което Гешев е прокурор. Приятелката му има дялове в строителния сектор. През август 2019 г. прокуратурата потвърждава, че информацията е вярна, но отказва да започне разследване.

### Изнасяне на отпадъци в България
През 2020 г. Биволъ води разследване, за това как италианската мафия изнася опасни отпадъци за България, застрашавайки по този начин здравето на българските граждани. През октомври 2020 г. Биволъ предупреждава, че Христо Ковачки продължава да изгаря опасни отпадъци в ТЕЦ „Бобов дол“, въпреки опасенията.

### Незаконен дърводобив
През 2022 г. Биволъ публикува материал за това, който нарича „дървена мафия“ – корумпирани мрежи, занимаващи се с незаконна сеч на дървесина, които са покровителствени от държавата.

### Разследвания на прокурори
През 2022 г. Биволъ публикува снимки и видео от парти на български прокурори и следователи, проведено в работно време в една от сградите на прокуратурата. Партито включва консумация на алкохол в работно време в нарушение на Етичния кодекс на магистратите. Биволъ твърди, че много от присъстващите са се прибрали с кола, шофирайки под въздействието на алкохол. Осветени са схемите, използвани за увеличаване на заплатите на прокурорите.

## Заплахи
През 2019 г. Атанас Чобанов се оплаква, че българската прокуратура издава Европейска заповед за разследване срещу него – Чобанов, който живее във Франция, твърди, че това е умишлен тормоз от страна на тогавашния главен прокурор на България – Сотир Цацаров, с цел да го накара да млъкне. През 2022 г. Асен Йорданов разкрива, че е имало покушение срещу него с участието на високопоставен прокурор.